# الإعلان الدستوري في مصر 2011
بعد قيام ثورة 25 يناير في مصر وتنحي الرئيس حسني مبارك عن السلطة في 11 فبراير 2011 وتكليفه للمجلس الأعلى للقوات المسلحة بإدارة شئون البلاد، قام المجلس الأعلى للقوات المسلحة بإصدار عدد من الإعلانات الدستورية التي سوف تحكم المرحلة الانتقالية. كان الإعلان الدستوري الأول في 13 فبراير 2011 بعد يومين من تنحي مبارك. والإعلان الثاني كان في 30 مارس بناءً على نتيجة الاستفتاء على التعديلات الدستورية في 19 مارس 2011. وقد أدخل المجلس العسكري تعديلين على إعلان 30 مارس، مرة في 25 سبتمبر 2011 لتعديل نسبة الفردي والقوائم في انتخابات مجلسي الشعب والشورى، ومرة في 19 نوفمبر 2011 للسماح للمصريين بالخارج بالتصويت في الانتخابات تحت إشراف السفراء والقناصل بدلاً من القضاة.

## إعلان 13 فبراير 2011
أصدر المجلس الأعلي للقوات المسلحة هذا الإعلان الدستوري بعد يومين من تنحي الرئيس حسني مبارك عن الحكم وتكليفه للمجلس العسكري بإدارة شئون البلاد. وفيه أعلن المجلس العسكري التزامه بعدم الاستمرار في الحكم وتعهده بتسليم السلطة لحكومة مدنية منتخبة في غضون ستة أشهر أو حتي يتم إجراء انتخابات البرلمان والرئاسة. كما قام المجلس العسكري فيه بتعطيل مجلسي الشعب والشوري المنتخبين في عام 2010 وتعليق العمل بدستور عام 1971 القائم.
وتجد في ويكي مصدر نص هذا الإعلان الدستوري.

## إعلان 30 مارس 2011
بعد تسلم المجلس العسكري إدارة البلاد، أعلن عن تشكيل لجنة لتعديل بعض مواد دستور 1971 والتي تسمح بإجراء انتخابات حرة ونزيهة للبرلمان ورئاسة الجمهورية. كانت أهم ملامح هذه التعديلات تسهيل شروط الترشح لرئاسة الجمهورية وتأكيد الإشراف القضائي الكامل علي انتخابات البرلمان والرئاسة. كما تضمن أيضاً وصفاً لخريطة الطريق لانتقال السلطة لحكومة مدنية منتخبة، تتلخص في إجراء انتخابات برلمانية تتبعها انتخابات رئاسية، وبالتوازي يقوم البرلمان باختيار لجنة تأسيسية من مائة عضو تقوم بكتابة دستور جديد لمصر.
و لكن بعد إجراء الاستفتاء في 19 مارس 2011 وصدور النتيحة بموافقة الشعب المصري عليه بنسبة حوالي 77%، قام المجلس العسكري بإصدار إعلان دستوري في يوم 30 مارس 2011 وتعطيل دستور 1971 بشكل كامل. وقد تضمن هذا الإعلان الدستوري المواد الإحدى عشر التي تم الاستفتاء عليها (و لكن بعد إدخال بعض التعديلات فيها) كما تضمن أيضاً العديد من المواد الأخرى التي تعرف شكل الدولة المصرية وتضمن الحريات العامة والخاصة وخقوق الإنسان، بالإضافة إلي تعديل بعض صلاحيات المجلس العسكري وتقليص بعض صلاحيات رئيس الجمهورية والبرلمان المنتخب مثل عدم قدرة رئيس الجمهورية علي حل البرلمان أو عدم قدرة البرلمان علي سحب الثقة من الحكومة.
وتجد في ويكي مصدر نص هذا الإعلان الدستوري:

## إعلاني 25 سبتمبر و19 نوفمبر 2011
بعد صدور قانون الانتخابات الذي نص علي أن تكون انتخابات البرلمان مناصفة بين النظام الفردي ونظام القوائم، احتجت معظم الأحزاب والقوي السياسية لأنها كانت تطالب بأن يتم إلغاء النظام الفردي لصالح نظام القوائم. ثم بعد اجتماع للفريق سامي عنان نائب رئيس المجلس العسكري مع رؤساء بعض الأحزاب السياسية تم الاتفاق علي تعديل النسبة لتكون ثلث المقاعد بالنظام الفردي والثلثان بنظام القوائم النسبية المغلقة. وقام المجلس العسكري بإصدار تعديل علي الإعلان الدستوري في 25 سبتمبر 2011 يتضمن هذه النسبة المعدلة.
ثم وبعد صدور قرار محكمة القضاء الإداري بإلزام الحكومة بتمكين المصريين بالخارج من التصويت في الانتخابات البرلمانية التي مقررة في 28 نوفمبر 2011 ظهرت مشكلة وهي أن الإعلان الدستوري ينص علي الإشراف القضائي الكامل علي الانتخابات. وبما أنه من الصعب في هذا الوقت القصير ترتيب سفر قضاة إلي القنصليات والسفارات المصرية في أنحاء العالم، تم الاتفاق علي أن يقوم السفراء والقناصل بالإشراف علي الانتخابات في الخارج وتعديل الإعلان الدستوري مرة ثانية لاستثناء المصريين بالخارج من الإشراف القضائي وذلك حتي لا تتعرض نتائج الانتخابات للطعن بعدم الدستورية لمخالفتها الإعلان الدستوري.
وتجد في ويكي مصدر نص هذين الإعلانين الدستورين.
وأفادت المادة الثالثة منه بضرورة عرض "مشروع الدستور على الشعب لاستفتائه في شأنه خلال 30 يوما من تاريخ الانتهاء من إعداده وتبدأ إجراءات الانتخابات التشريعية خلال شهرين من تاريخ إعلان موافقة الشعب على الدستوري الجديد".